# Khuôn mẫu nhận thức văn hóa

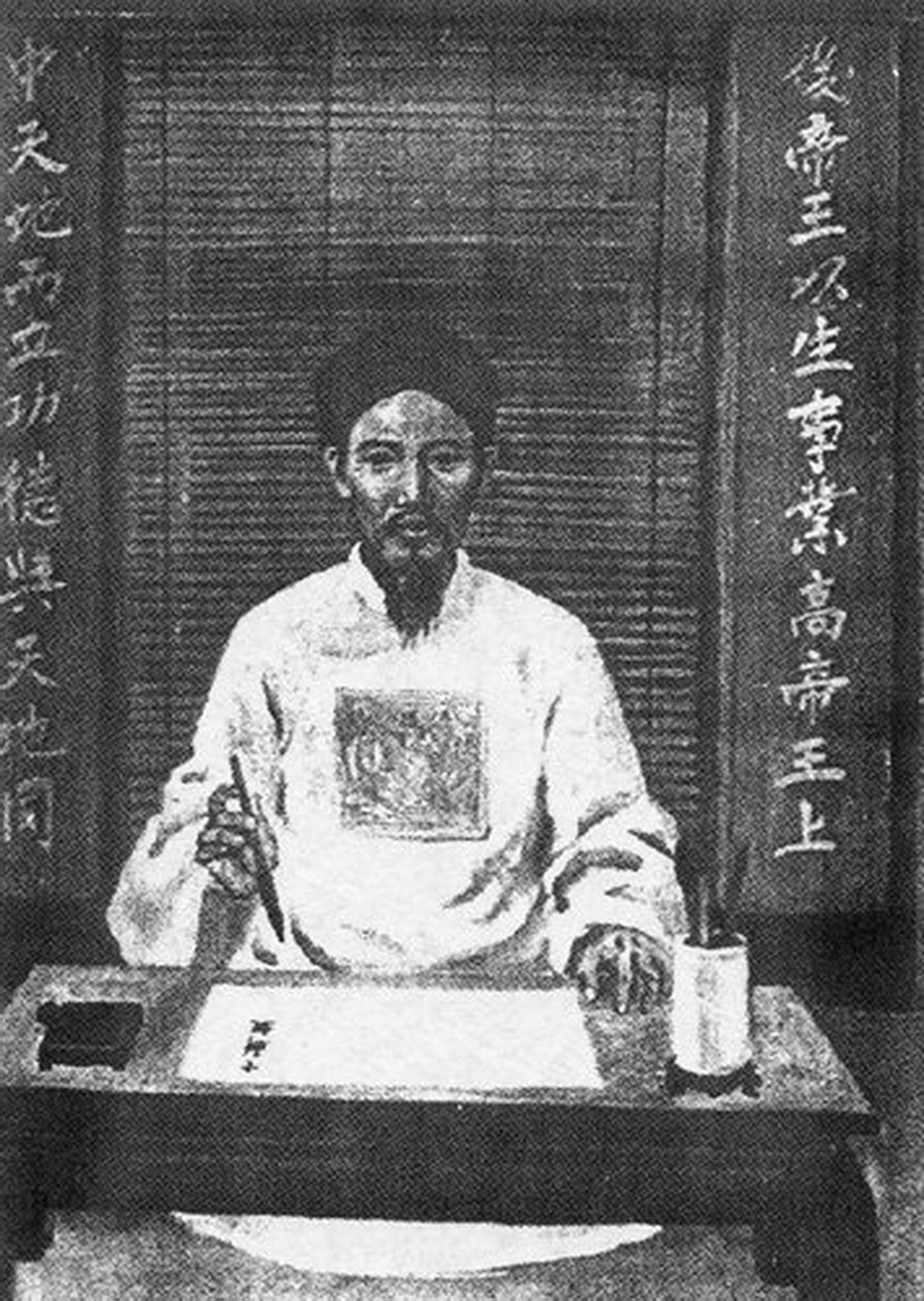
Khuôn khổ nhận thức văn hóa Á Đông chịu ảnh hưởng từ triết lý Nho giáo

Khuôn mẫu nhận thức văn hóa hay Lý thuyết mô thức văn hóa (Cultural schema theory) là một lý thuyết nhận thức giải thích cách con người ta tổ chức và xử lý thông tin về các sự kiện và đối tượng ở thế giới xung quanh họ dựa trên nền tảng văn hóa của chính họ. Theo lý thuyết này, mỗi cá nhân dựa vào các "đồ thức" (hay chính là khuôn khổ tâm thức, những cấu trúc tinh thần hoặc khung kiến thức và văn hóa) để hiểu và lý giải thế giới xung quanh. Những khuôn khổ này được định hình bởi văn hóa, mà người ta sử dụng để tổ chức và hiểu thông tin, chúng giống như những "kịch bản" hoặc "hình mẫu", "khuôn mẫu" hay "mô thức", hay "sơ đồ" có sẵn trong tâm trí, được hình thành từ kinh nghiệm sống và kiến thức tích lũy và chúng giúp người ta xử lý thông tin một cách nhanh chóng và hiệu quả, phù hợp với nền tảng văn hóa của họ. Hệ quả là khi tiếp cận vấn đề người ta sẽ xuất hiện hệ quy chiếu kịch bản văn hóa-lịch sử (Cultural-historical scripts) để suy xét, ngẫm nghĩ và hành xử.
Các mô thức văn hoá hay khuôn mẫu văn hóa có thể bao gồm kiến thức về vai trò xã hội, phong tục và tín ngưỡng, cũng như kỳ vọng về cách mọi người sẽ hành xử trong những tình huống nhất định. Các khuôn mẫu nhận thức văn hóa được hình thành thông qua các tương tác và trải nghiệm lặp đi lặp lại trong một nhóm văn hóa cụ thể, và chúng định hướng hành vi trong các tình huống xã hội quen thuộc tạo ra sự rập khuôn trong xử xự. Các mô thức văn hóa khác biệt với các khuôn mẫu khác ở chỗ chúng được chia sẻ giữa các thành viên của một nhóm văn hóa cụ thể hình thành nên lối suy nghĩ, nếp tư duy, trái ngược với việc chúng là duy nhất đối với mỗi cá nhân. Khi một người tiếp xúc với thông tin hoặc tình huống mới, họ sẽ sử dụng các khuôn mẫu kiến thức văn hóa có sẵn để nhanh chóng phân loại, xử lý và hiểu điều đó và cách tiếp cận vấn đề, mô thức giải quyết vấn đề. Đây là cấp độ vĩ mô, bao gồm toàn bộ các quy tắc, niềm tin và định kiến, rập khuôn về đối tượng, sự vật, hiện tượng của một nền văn hóa tại một thời điểm lịch sử nhất định.

## Đại cương
Khuôn mẫu nhận thức văn hóa đóng vai trò quan trọng trong việc định hình nhận thức, ảnh hưởng đến cách người ta nhận diện và hiểu các sự vật, sự kiện, hành vi trong môi trường văn hóa, tác động cách người ta mã hóa và giải mã thông điệp, bao gồm cả ngôn ngữ hình thể và các yếu tố phi ngôn ngữ, giúp dự đoán và hiểu hành vi của người khác trong một bối cảnh văn hóa nhất định.  Khung nhận thức hoặc khung kiến thức là một cấu trúc vững chắc, là nền tảng để người ta hiểu và sắp xếp thông tin, hình thành nên các kịch bản tâm trí, kịch bản tiềm thức những kịch bản đã được lập trình sẵn trong đầu, hướng dẫn hành vi và phản ứng của người ta trong các tình huống quen thuộc. Các yếu tố như giáo dục, gia đình, tôn giáo, truyền thông và các tương tác xã hội đều góp phần hình thành và củng cố các khuôn mẫu văn hóa, khung văn hóa của một cá nhân, ăn sâu vào tiềm thức và ảnh hưởng đến cách người ta suy nghĩ. Xuất phát từ cơ chế động vật người giao tiếp với nhau bằng những quy ước, đến loài người có ngôn ngữ là một hệ quy ước, luật pháp là một hệ quy ước và cao nhất, văn hóa là một tập hợp của những hệ quy ước nhỏ hơn, giáo dục cũng là một hệ quy ước với những mức độ và các tính chất quy ước tăng và giảm khác nhau. 
Trong xã hội châu Á, nền giáo dục theo lối lễ trị, văn trị của xã hội phong kiến phương Đông quy ước người học phải thuộc làu sách thánh hiền, lấy những tư tưởng trong sách thánh hiền làm kim chỉ nam cho mọi nhận thức và hành động của cuộc đời mình nên do ảnh hưởng của lối giáo dục phương Đông cổ truyền mà nền giáo dục Việt Nam nói riêng và nền giáo dục Đông Á nói chung thường coi trọng những khuôn mẫu, nề nếp, phép tắc. Ở phương Tây, Immanuel Kant đã khái niệm hóa vai trò của kinh nghiệm trong sự phát triển lý trí và đưa ra lập luận rằng lý trí được cấu trúc thông qua các hình thức kinh nghiệm - sáng tạo ra cụm từ "Mệnh lệnh tuyệt đối" để "chỉ hành động theo châm ngôn mà bạn có thể đồng thời mong muốn rằng nó sẽ trở thành một quy luật phổ quát". Tuyên bố này lập luận rằng người ta chỉ nên hành động theo những cách được coi là có đạo đức và hợp lý phổ quát, cả hai đều phụ thuộc vào kinh nghiệm và sự phát triển lý trí và đạo đức của một cá nhân. Công trình của Jean Piaget về sự phát triển nhận thức ở trẻ em đã thúc đẩy nghiên cứu về lý thuyết lược đồ văn hóa. Lý thuyết của Piaget đề xuất rằng trẻ em trải qua bốn giai đoạn chính của sự phát triển nhận thức: giai đoạn cảm giác vận động, giai đoạn tiền vận động, giai đoạn vận động cụ thể và giai đoạn vận động hình thức. Ông lập luận rằng trẻ em chủ động xây dựng sự hiểu biết của mình về thế giới thông qua trải nghiệm và tương tác với môi trường.